# Jakob Johansson
Jakob Valdemar Olsson Johansson (sinh ngày 21 tháng 6 năm 1990) là một cựu cầu thủ bóng đá chuyên nghiệp người Thụy Điển từng thi đấu ở vị trí tiền vệ phòng ngự. Trở thành cầu thủ đầu tiên sinh vào những năm 1990 chơi tại Allsvenskan khi ở IFK Göteborg, anh tiếp tục đại diện cho AEK Athens và Rennes trước khi giải nghệ tại IFK Göteborg vào năm 2021. Khi thi đấu quốc tế đầy đủ từ năm 2013 đến năm 2019, anh đã có 18 trận cho Đội tuyển quốc gia Thụy Điển và được nhớ đến nhiều nhất khi ghi bàn vào lưới bàn thắng ấn định chiến thắng ở Vòng loại FIFA World Cup 2018 trước Ý khi Thụy Điển vượt qua vòng loại World Cup lần đầu tiên của họ sau 12 năm.

## Sự nghiệp quốc tế
Johansson ra mắt quốc tế trong trận giao hữu với Triều Tiên vào ngày 23 tháng 1 năm 2013. Anh đã ra mắt thi đấu trong một trận đấu vòng loại FIFA World Cup 2018 đấu với Pháp vào ngày 11 tháng 11 năm 2016. Vào ngày 10 tháng 11 năm 2017, Thụy Điển thắng Ý 1–0 trong trận lươt đi vòng ha vòng loại FIFA World Cup 2018 tại Friends Arena, và bàn thắng duy nhất đến khi Jakob Johansson khoan thủng lưới nhà từ khoảng cách 20 mét, qua một pha chệch hướng của Daniele De Rossi. Vào ngày 13 tháng 11 năm 2017, trong trận đấu mà Thụy Điển đã cầm hòa không bàn thắng ở trận lượt về tại San Siro để đánh bại Ý với tỷ số chung cuộc 1–0 tại vòng play-off FIFA World Cup 2018, Johansson phải đối mặt với chấn thương dây chằng chéo trước khiến anh phải nghỉ thi đấu 11 tháng. Do đó, anh cũng đã bỏ lỡ FIFA World Cup 2018.

## Thống kê sự nghiệp

### Quốc tế
| Đội tuyển quốc gia | Năm       | Trận | Bàn |
| ------------------ | --------- | ---- | --- |
| Thụy Điển          | 2013      | 1    | 0   |
| Thụy Điển          | 2014      | 2    | 0   |
| Thụy Điển          | 2016      | 2    | 0   |
| Thụy Điển          | 2017      | 10   | 1   |
| Thụy Điển          | 2018      | 2    | 0   |
| Thụy Điển          | 2019      | 1    | 0   |
| Tổng cộng          | Tổng cộng | 18   | 1   |

Bàn thắng quốc tế
Tỷ số và kết quả liệt kê bàn thắng đầu tiên của Thụy Điển.
| # | Ngày                 | Địa điểm                        | Đối thủ | Tỷ số | Kết quả | Giải đấu                      |
| - | -------------------- | ------------------------------- | ------- | ----- | ------- | ----------------------------- |
| 1 | 10 tháng 11 năm 2017 | Friends Arena, Solna, Thụy Điển | Ý       | 1–0   | 1–0     | Vòng loại FIFA World Cup 2018 |